# Steve Hanusch
Steve Hanusch (* 2. Dezember 1990 in Cottbus) ist ein deutscher Eishockeyspieler, der seit Januar 2025 bei den KSW Icefighters Leipzig aus der drittklassigen Eishockey-Oberliga unter Vertrag steht und dort auf der Position des Verteidigers spielt. Zuvor absolvierte Hanusch unter anderem annähernd 200 Spiele für die Eisbären Berlin und Krefeld Pinguine in der Deutschen Eishockey Liga (DEL). Sein Vater Torsten Hanusch war ebenfalls professioneller Eishockeyspieler.

## Karriere

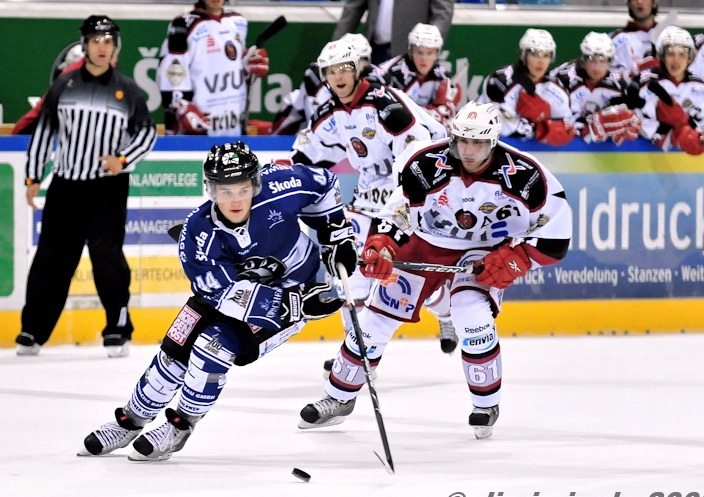
Hanusch (links) im Trikot der Dresdner Eislöwen (2009)

Steve Hanusch begann seine Karriere als Eishockeyspieler beim ES Jungfüchse Weißwasser, für den er bis 2006 aktiv war. In seiner letzten Spielzeit stand der Verteidiger für den Nachwuchs der Füchse in der Deutschen Nachwuchsliga (DNL) auf dem Eis. Anschließend folgten je ein Jahr in der DNL für die Jungadler Mannheim und den Krefelder EV 1981.
Ab dem Sommer 2008 stand Hanusch bei den Eisbären Berlin aus der Deutschen Eishockey Liga (DEL) unter Vertrag. Nachdem er die Saison 2008/09 mit einer Förderlizenz ausgestattet in der drittklassigen Oberliga bei den Eisbären Juniors Berlin begonnen hatte, gab der Rechtsschütze im Verlauf der Spielzeit sein Debüt in der DEL. In der Spielzeit 2009/10 lief er außerdem mit einer Förderlizenz für die Dresdner Eislöwen in der 2. Bundesliga auf. Nachdem die Kooperation mit den Eislöwen aufgegeben worden war, stand er in der Folgesaison per Förderlizenz für den Ligakonkurrenten Eispiraten Crimmitschau sowie drei Spiele für den Oberliga-Verein FASS Berlin auf dem Eis. In der Saison 2011/12 spielte der Rechtsschütze bei den Landshut Cannibals in der zweithöchsten deutschen Wettkampfklasse.
Nach der DEL-Saison 2012/13 bei den Krefeld Pinguinen verletzte sich Hanusch im September 2013 am Sprunggelenk. Nach der medizinischen Rehabilitation wurde der Verteidiger per Förderlizenz zu den in der DEL2 spielenden Lausitzer Füchsen nach Weißwasser ausgeliehen, um Spielpraxis zu sammeln. Damit kehrte er nach sieben Jahren wieder zum Verein seiner Jugend zurück. Im November 2016 wurde Hanusch nach ungenügenden Leistungen vom Management der Krefeld Pinguine nach über vier Jahren Vereinszugehörigkeit freigestellt und wechselte einen Monat später in die DEL2 zu den Kassel Huskies.
Ab April 2017 stand Hanusch wieder bei den Dresdner Eislöwen unter Vertrag und spielte für diese bis April 2021, ehe er im Mai 2021 gemeinsam mit Toni Ritter zu den Lausitzer Füchsen zurückkehrte. Im Juni 2023 erfolgte ein abermaliger Wechsel innerhalb der DEL2, als der Routinier für eine Spielzeit von den Selber Wölfe verpflichtet wurde. Nach dem Ende der Spielzeit 2023/24 blieb Hanusch bis zum Jahresanfang 2025 vereinslos, ehe sich die KSW Icefighters Leipzig aus der Oberliga seine Dienste bis zum Saisonende sicherten.

### International
Bei der U18-Junioren-Weltmeisterschaft 2008 erreichte Hanusch mit deutschen U18-Auswahl den fünften Platz. In sechs Turnierspielen erzielte der Abwehrspieler ein Tor.

## Karrierestatistik
Stand: Ende der Saison 2023/24

### International
Vertrat Deutschland bei:
- U18-Junioren-Weltmeisterschaft 2008

(Legende zur Spielerstatistik: Sp oder GP = absolvierte Spiele; T oder G = erzielte Tore; V oder A = erzielte Assists; Pkt oder Pts = erzielte Scorerpunkte; SM oder PIM = erhaltene Strafminuten; +/− = Plus/Minus-Bilanz; PP = erzielte Überzahltore; SH = erzielte Unterzahltore; GW = erzielte Siegtore; 1 Play-downs/Relegation; Kursiv: Statistik nicht vollständig)